# Iglesia de San Julián (Pedra)
La iglesia de San Julián de Pedra se encuentra encaramada en una colina de la población de Pedra, perteneciente al municipio de Bellver de Cerdaña, en la comarca de la Baja Cerdaña de la provincia de Lérida.

## Historia
El edificio está fechado en el siglo XI. Consta como parroquia en el siglo XII cuando fue saqueada por los albigenses, que tal como se explica se "llevaron trigo, harina y un libro perteneciente al cura".
Durante la guerra civil española, en 1936, sufrió de nuevo saqueos y un incendio que derribó su cubierta.
En 1984 fue declarada monumento histórico-artístico nacional, después de haber tenido una restauración por parte de la Generalidad de Cataluña.

## El edificio

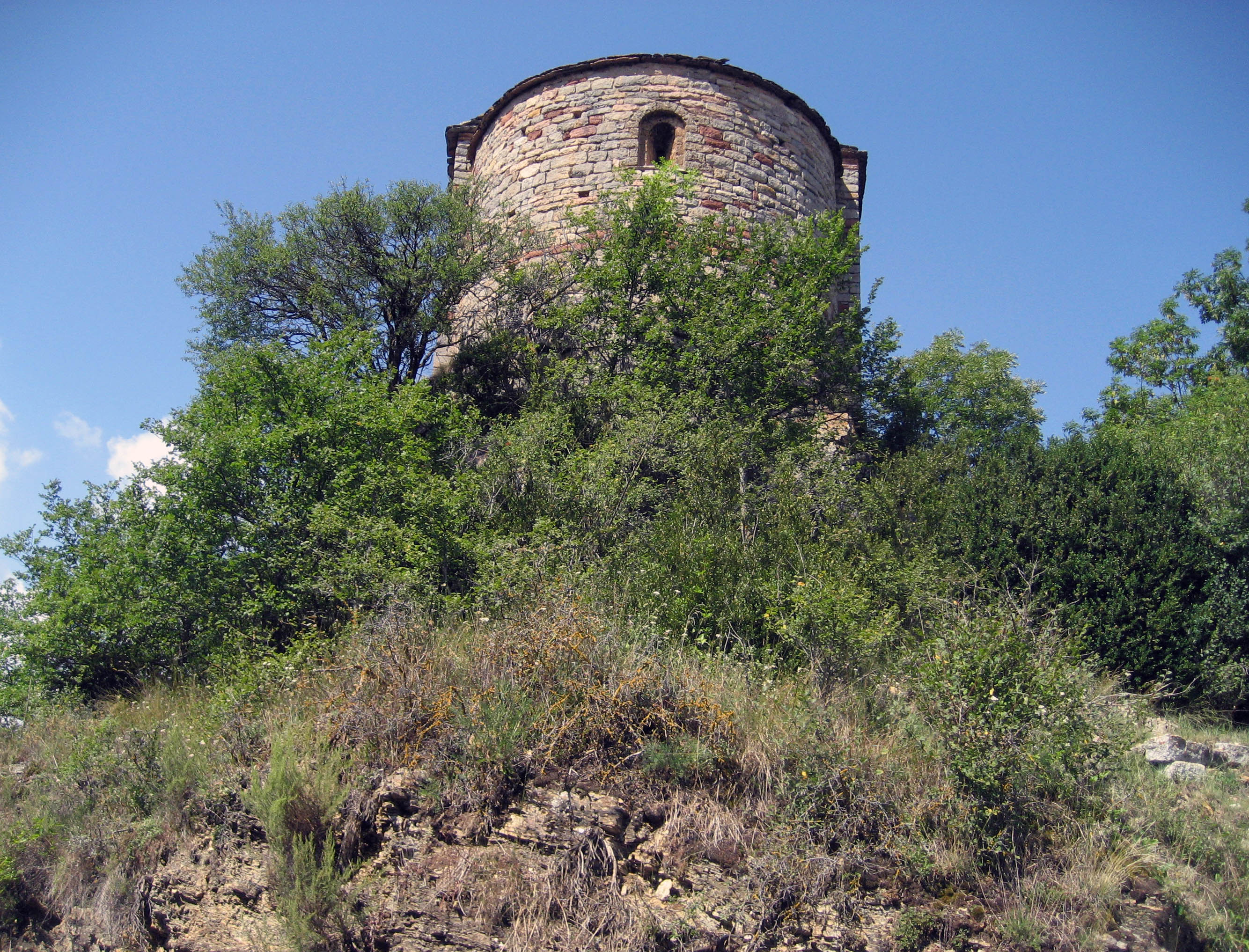
Ábside de la iglesia de Sant Julián de Pedra.

Es de nave única con un ábside central semicircular y dos absidiolos laterales localizadas en los extremos de un pequeño crucero. El ábside tiene la bóveda ligeramente apuntada con una pequeña ventana de arco de medio punto formado con pequeñas dovelas, por la parte exterior se encuentra decorada con una arquivolta redondeada. La absidiola del lado de la epístola está cubierta con bóveda de arco apuntado, mientras que la otra absidiola, en la reforma sufrida se reconstruyó con planta rectangular.
El muro de la fachada se levanta por encima de la nave hasta formar una espadaña del ancho de toda la fachada con dos aperturas alargadas. La puerta de entrada es del siglo XVIII, con tres escalones sobre el nivel del terreno.